# Faxaflói
Il Faxaflói (in lingua islandese: baia di Paternó) è un'ampia baia situata nell'Islanda sudoccidentale, fra le penisole di Snæfellsnes e Reykjanes.

## Descrizione
Faxaflói è la baia più grande dell'Islanda e sulle sue rive si trova Reykjavík, la capitale islandese situata sulle sue coste meridionali. In buone condizioni di visibilità dalla capitale è possibile vedere ad occhio nudo la penisola di Akranes, verso nord-est, e addirittura il ghiacciaio Snæfellsjökull, distante circa 120 km.
Il Faxaflói è da sempre fonte di sostentamento per le popolazioni che ne abitano le coste; in passato era comune osservare numerosi pescatori intenti a praticare la loro attività a ridosso delle coste, su piccole imbarcazioni, mentre oggi le dimensioni delle barche da pesca sono notevolmente cresciute, e l'attività viene praticata principalmente al largo.

## Denominazione
Il Faxaflói prende il nome da Faxi delle Ebridi, uno degli uomini che accompagnarono Hrafna-Flóki Vilgerðarson nel suo viaggio in Islanda. Secondo il Landnámabók, il libro degli insediamenti in Islanda, all'epoca la baia venne denominata "Faxaós" (estuario di Faxi).

## Diramazioni
Dalla baia di Faxaflói si diramano una serie di fiordi, di cui i principali sono: Borgarfjörður, Hvalfjörður, Kollafjörður e Hafnarfjörður.

## Storia
All'interno del Kollafjörður si trova l'isoletta di Viðey. L'isola è abitata stabilmente dal 1943, ma reca le tracce di insediamenti precedenti che si sarebbero stabiliti sul suo territorio fin dal X secolo; nel corso del XII secolo vi venne costruita una cappella, e nel 1225 avvenne la fondazione di un monastero, che venne sciolto solo con la Riforma del XVI secolo. L'isola, che ancora ospita i resti dell'antico insediamento, può essere raggiunta dai turisti tramite un traghetto che la collega al porto di Reykjavík.